# Feigneux
Feigneux és un municipi francès, situat al departament de l'Oise i a la regió dels Alts de França. L'any 2007 tenia 430 habitants.

## Demografia

### Població
El 2007 la població de fet de Feigneux era de 430 persones. Hi havia 156 famílies de les quals 16 eren unipersonals (12 homes vivint sols i 4 dones vivint soles), 56 parelles sense fills, 72 parelles amb fills i 12 famílies monoparentals amb fills.
La població ha evolucionat segons el següent gràfic:
Habitants censats

### Habitatges
El 2007 hi havia 180 habitatges, 159 eren l'habitatge principal de la família, 14 eren segones residències i 7 estaven desocupats. 175 eren cases i 5 eren apartaments. Dels 159 habitatges principals, 137 estaven ocupats pels seus propietaris, 14 estaven llogats i ocupats pels llogaters i 8 estaven cedits a títol gratuït; 5 tenien dues cambres, 21 en tenien tres, 33 en tenien quatre i 100 en tenien cinc o més. 122 habitatges disposaven pel capbaix d'una plaça de pàrquing. A 56 habitatges hi havia un automòbil i a 98 n'hi havia dos o més.

### Piràmide de població
La piràmide de població per edats i sexe el 2009 era:
| Homes | Edats   | Dones |
| ----- | ------- | ----- |
| 0     | 95 o +  | 0     |
| 0     | 90 a 94 | 0     |
| 0     | 85 a 89 | 8     |
| 0     | 80 a 84 | 0     |
| 0     | 75 a 79 | 0     |
| 4     | 70 a 74 | 4     |
| 12    | 65 a 69 | 4     |
| 8     | 60 a 64 | 16    |
| 16    | 55 a 59 | 8     |
| 8     | 50 a 54 | 12    |
| 8     | 45 a 49 | 8     |
| 24    | 40 a 44 | 32    |
| 20    | 35 a 39 | 8     |
| 32    | 30 a 34 | 36    |
| 8     | 25 a 29 | 8     |
| 8     | 20 a 24 | 20    |
| 20    | 15 a 19 | 16    |
| 24    | 10 a 14 | 32    |
| 32    | 5 a 9   | 12    |
| 16    | 0 a 4   | 16    |

## Economia
El 2007 la població en edat de treballar era de 302 persones, 231 eren actives i 71 eren inactives. De les 231 persones actives 222 estaven ocupades (116 homes i 106 dones) i 9 estaven aturades (4 homes i 5 dones). De les 71 persones inactives 25 estaven jubilades, 31 estaven estudiant i 15 estaven classificades com a «altres inactius».

### Ingressos
El 2009 a Feigneux hi havia 150 unitats fiscals que integraven 429 persones, la mediana anual d'ingressos fiscals per persona era de 23.560 €.

### Activitats econòmiques
Dels 14 establiments que hi havia el 2007, 1 era d'una empresa de fabricació de material elèctric, 2 d'empreses de fabricació d'altres productes industrials, 3 d'empreses de construcció, 1 d'una empresa de comerç i reparació d'automòbils, 1 d'una empresa d'hostatgeria i restauració, 1 d'una empresa d'informació i comunicació, 1 d'una empresa financera, 1 d'una empresa immobiliària, 1 d'una empresa de serveis i 2 d'entitats de l'administració pública.
Dels 2 establiments de servei als particulars que hi havia el 2009, 1 era un guixaire pintor i 1 agència immobiliària.
L'any 2000 a Feigneux hi havia 3 explotacions agrícoles.

## Equipaments sanitaris i escolars
El 2009 hi havia una escola maternal integrada dins d'un grup escolar amb les comunes properes formant una escola dispersa.

## Poblacions més properes
El següent diagrama mostra les poblacions més properes.